# Kombinationslag i olympiska sommarspelen 1900
I de tidiga olympiska spelen var det tillåtet för medlemmar i ett lag att vara från olika länder. Internationella Olympiska Kommittén grupperar ihop dessa lags resultat under beteckningen mixed team (kombinationslag), med landskoden ZZX. I de olympiska sommarspelen 1900 tog kombinationslag 12 medaljer i 7 olika grenar.

## Medaljer
| Medaljer | Deltagare | Gren                             |
| -------- | --- | -------------------------------- |
| Guld     | Charles Bennett (Storbritannien) John Rimmer (Storbritannien) Sidney Robinson (Storbritannien) Stanley Rowley (Australien) Alfred Tysoe (Storbritannien)  | Friidrott, 5000 meter lagtävling |
| Guld     | Denis St. George Daly (Storbritannien) Foxhall Parker Keene (USA) Frank Mackey (USA) Alfred Rawlinson (Storbritannien)                                    | Hästpolo                         |
| Guld     | François Brandt (Nederländerna) Hermanus Brockmann (Nederländerna) Roelof Klein (Nederländerna) Okänd fransk pojke (Frankrike)                            | Rodd, Tvåa med styrman           |
| Guld     | Frédéric Blanchy (Frankrike) E. William Exshaw (Storbritannien) Jacques le Lavasseur (Frankrike)                                                          | Segling, 2-3 ton (tävling 1)     |
| Guld     | Frédéric Blanchy (Frankrike) E. William Exshaw (Storbritannien) Jacques le Lavasseur (Frankrike)                                                          | Segling, 2-3 ton (tävling 2)     |
| Guld     | Edgar Aabye (Danmark) August Nilsson (Sverige) Eugen Schmidt (Danmark) Gustaf Söderström (Sverige) Karl Gustaf Staaf (Sverige) Charles Winckler (Danmark) | Dragkamp                         |
| Silver   | Walter McCreery (USA) Frederick Freake (Storbritannien) Walter Buckmaster (Storbritannien) José Comte de Madre (Spanien)                                  | Hästpolo                         |
| Silver   | Max Décugis (Frankrike) Basil Spalding de Garmendia (USA)                                                                                                 | Tennis, herrarnas dubbel         |
| Silver   | Hélène Prévost (Frankrike) Harold Mahony (Storbritannien)                                                                                                 | Tennis, mixed dubbel             |
| Brons    | Frederick Agnew Gill (Storbritannien) Robert Fournier-Sarlovèze (Frankrike) Edouard Alphonse de Rothschild (Frankrike) Maurice Raoul-Duval (Frankrike)    | Hästpolo                         |
| Brons    | Marion Jones (USA) Lawrence Doherty (Storbritannien) | Tennis, mixed dubbel             |
| Brons    | Hedwiga Rosenbaumová (Böhmen) Archibald Warden (Storbritannien)                                                                                           | Tennis, mixed dubbel             |